# نيلز أندرسن (لاعب رماية)
نيلز أندرسن (بالدنماركية: Niels Andersen)‏ هو لاعب رماية دنماركي، ولد في 14 مايو 1867، وتوفي في 9 أكتوبر 1930 في Hyllinge ‏ في السويد.

## وصلات خارجية
- نيلز أندرسن على موقع أوليمبيديا (الإنجليزية)